# Miguel Hesayne
Miguel Esteban Hesayne (* 26. Dezember 1922 in Azul; † 1. Dezember 2019) war ein argentinischer Geistlicher und  römisch-katholischer Bischof von Viedma. Er war bekannt als Menschenrechtler und prangerte den Staatsterrorismus und die Menschenrechtsverletzungen während der letzten Argentinischen Militärdiktatur (1976–1983) an.

## Leben
Miguel Hesayne studierte Philosophie und Theologie am Priesterseminar von San José de La Plata und empfing am 12. Dezember 1948 die Priesterweihe. Er war zunächst als Professor für Literatur und Latein am Priesterseminar von Azul tätig, dessen Rektor er später wurde. Während des Zweiten Vatikanischen Konzils studierte er in Lille Pastoraltheologie bei Yves Congar.
Papst Paul VI. ernannte ihn am 5. April 1975 zum Bischof von Viedma. Der Bischof von Azul, Manuel Marengo, spendete ihm am 4. Juni desselben Jahres die Bischofsweihe; Mitkonsekratoren waren Eduardo Francisco Pironio, Bischof von Mar del Plata, und Miguel Angel Alemán Eslava SDB, Bischof von Río Gallegos. In das Amt eingeführt wurde er am 8. Juli 1975. 1980 berief er eine Diözesansynode ein, um in seinem Bistum die Beschlüsse der dritten Generalkonferenz des Lateinamerikanischen Bischofsrates, die im Vorjahr in Puebla getagt hatte, zu verwirklichen.
Hesayne gehörte neben Enrique Angelelli, Jaime de Nevares und Jorge Novak zu den wenigen argentinischen Bischöfen, die sich offen gegen die Militärdiktatur und ihre Praxis des Verschwindenlassens politisch unliebsamer Personen stellten. 1985, nach der Rückkehr zur Demokratie, sagte er im Gerichtsverfahren gegen die Militärjunta als Zeuge aus. Nach dem Ende der Diktatur warb die argentinische Bischofskonferenz für eine „nationale Versöhnung“ und für den „Blick nach vorn“. Hesayne hingegen erinnerte im Blick auf die Verbrechen der Militärs stets – auch schon während der Diktatur – daran, dass der erste Schritt für eine spätere Versöhnung vielmehr sei, sich zu erinnern, festzustellen, was geschah, und darüber zu sprechen.
Am 28. Juni 1995 nahm Papst Johannes Paul II. seinen vorzeitigen Rücktritt an. In den 1990er Jahren wurde er zum scharfen Kritiker der neoliberalen Politik der Regierungen Carlos Menem und Fernando de la Rúa. 1999 verfasste er einen offenen Brief an den Präsidenten Menem, nachdem dieser den Chef der argentinischen Caritas, Rafael Rey, wegen seiner Warnungen vor einem Anstieg der Armut einen Lügner genannt hatte. In dem Brief schrieb Hesayne dem Präsidenten: „Mit Ihren politischen Täuschungsmanövern können Sie sogar den Papst betrügen, nicht aber den Herrn der Kirche und der Geschichte, Jesus Christus, für den nur zählt, was wir wirklich für die Armen getan haben.“ Menem hatte 1993 von Johannes Paul II. für seine harte Haltung gegen Abtreibung eine Auszeichnung erhalten.
Im Jahr 2000 schrieb Hesayne einen weiteren offenen Brief an den Präsidenten de la Rúa. Darin verlieh er seiner Meinung Ausdruck, die Unterstützer und Vertreter neoliberaler Politik, die das Leben von Millionen gefährde, sollten von der Kommunion ausgeschlossen werden: „Wir bekräftigen rundheraus, dass jeder, der eine Abtreibung durchführt oder unterstützt, ipso facto von der Eucharistie ausgeschlossen ist, wenn er nicht bereut. Ist es aber zulässig, dass ein Christ, der faktisch die Ideologie des Neoliberalismus, welche Millionen von Bürgern in eine tödliche Situation bringt […], vertritt, das Abendmahl empfängt? Ist das nicht das ‚Verbrechen der Abtreibung‘, begangen an den ‚bereits Geborenen‘?“